# Frances McDormand
Frances McDormand (ur. 23 czerwca 1957 w Chicago) – amerykańska aktorka filmowa, teatralna i telewizyjna. Laureatka trzech Oscarów, żona reżysera Joela Coena.

## Życiorys
Podstaw aktorstwa uczyła się w Yale School of Drama, po studiach występowała w różnych teatrach na terenie całego kraju. Na ekranie debiutowała w roku 1984 w filmie braci Coen (który był także ich debiutem) Śmiertelnie proste. Jej występ przeszedł bez echa, a ona sama wróciła na teatralną scenę. Za rolę w Tramwaju zwanym pożądaniem została w 1987 roku nominowana do najważniejszej teatralnej nagrody – Tony.
Przełomowa w jej filmowej karierze okazała się drugoplanowa rola w Missisipi w ogniu (1988) Alana Parkera. Kreacja żony członka Ku Klux Klanu przyniosła jej pierwszą nominację do Oscara. Kolejne dwie nominacje do tej nagrody dla aktorki drugoplanowej otrzymała za role w U progu sławy i Dalekiej północy.
Grała w wielu produkcjach swego męża i szwagra. Za rolę prowincjonalnej ciężarnej policjantki w jednej z nich – Fargo – została uhonorowana Nagrodą Akademii Filmowej (za rok 1996) dla najlepszej aktorki pierwszoplanowej. W 2018 roku za rolę w filmie Trzy billboardy za Ebbing, Missouri otrzymała Złoty Glob, a podczas 90. gali rozdania Oscarów dostała statuetkę Akademii w kategorii najlepsza aktorka pierwszoplanowa. Dramat Nomadland (2020) w reżyserii Chloé Zhao przyniósł jej dwa Oscary – za rolę pierwszoplanową i za najlepszy film (McDormand była współproducentką filmu).

## Życie prywatne
Od 1984 roku związana z Joelem Coenem.

## Filmografia

### Filmy fabularne
- 1984: Śmiertelnie proste (Blood Simple) jako Abby
- 1985: Fala zbrodni (Crimewave) jako Nun
- 1985: Scandal Sheet
- 1986: Zemsta Tony’ego Cimo (Vengeance: The Story of Tony Cimo) jako Brigette
- 1987: Arizona Junior (Raising Arizona) jako Dot
- 1988: Missisipi w ogniu (Mississippi Burning) jako pani Pell
- 1989: Chattahoochee jako Mae Foley
- 1990: Ścieżka strachu (Miller's Crossing) jako sekretarka (niewymienione w czołówce)
- 1990: Człowiek ciemności (Darkman) jako Julie Hastings
- 1990: Tajna placówka (Hidden Agenda) jako Ingrid
- 1991: Barton Fink jako aktorka na scenie (głos)
- 1991: Żona rzeźnika (The Butcher's Wife) jako Grace
- 1992: Odszedł bez słowa (Passed Away) jako Nora Scanlan
- 1992: Szalona w miłości (Crazy in Love) jako Clare
- 1993: Na skróty (Short Cuts) jako Betty Weathers
- 1995: Zacni kowboje (The Good Old Boys) jako Eve Calloway
- 1995: Palookaville jako June
- 1995: Ucieczka z Rangunu (Beyond Rangoon) jako Andy Bowman
- 1996: Fargo jako Marge Gunderson
- 1996: Lęk pierwotny (Primal Fear) jako dr Molly Arrington
- 1996: Na granicy (Lone Star) jako Bunny
- 1996: Plain Pleasures
- 1996: Pod wiatr (Hidden in America) jako Gus
- 1997: Rajska droga (Paradise Road) jako dr Verstak
- 1998: Madeline jako panna Clavel
- 1998: Szepty aniołów (Talk of Angels) jako Conlon
- 1998: Śmierć w obiektywie (Johnny Skidmarks) jako Alice
- 2000: Cudowni chłopcy (Wonder Boys) jako Sara Gaskell
- 2000: U progu sławy (Almost Famous) jako Elaine Miller
- 2001: Człowiek, którego nie było (The Man Who Wasn't There) jako Doris Crane
- 2001: Upheaval jako Anne
- 2002: Dochodzenie (City by the Sea) jako Michelle
- 2002: Na wzgórzach Hollywood (Laurel Canyon) jako Jane
- 2003: Lepiej późno niż później (Something's Gotta Give) jako Zoe Barry
- 2005: Æon Flux jako Handler
- 2005: Daleka północ (North Country) jako Glory
- 2006: Przyjaciele z kasą (Friends with Money) jako Jane
- 2008: Niezwykły dzień panny Pettigrew (Miss Pettigrew Lives for a Day) jako panna Guinivere Pettigrew
- 2008: Tajne przez poufne (Burn After Reading) jako Linda Litzke
- 2011: Transformers 3 (Transformers: Dark of the Moon) jako Charlotte Mearing
- 2011: Wszystkie odloty Cheyenne’a (This Must Be the Place) jako Jane
- 2012: Kochankowie z Księżyca (Moonrise Kingdom) jako Laura Bishop
- 2012: Promised Land jako Sue Thomason
- 2016: Ave, Cezar! jako C.C. Calhoun
- 2017: Trzy billboardy za Ebbing, Missouri jako Mildred Hayes
- 2020: Nomadland jako Fern
- 2021: Kurier Francuski z Liberty, Kansas Evening Sun jako Lucinda Krementz
- 2021: Tragedia Makbeta jako Lady Macbeth

### Seriale telewizyjne
- 1985: Posterunek przy Hill Street (Hill Street Blues) jako Connie Chapman
- 1985: Detektyw Hunter (Hunter) jako Nina Sloan
- 1986: Strefa mroku (The Twilight Zone) jako Amanda
- 1986: Spenser: For Hire jako Mary
- 1987: Leg Work jako Willie Pipal
- 2001: State of Grace jako narrator / dorosła Hannah (głos)
- 2006: Simpsonowie (The Simpsons) jako Melanie Upfoot (głos)
- 2014: Olive Kitteridge jako Olive
- 2019: Dobry omen jako narrator / Bóg (głos)

## Nagrody
- Nagroda Akademii Filmowej
  - Najlepsza aktorka pierwszoplanowa: 1997 Fargo
  - 2018 Trzy billboardy za Ebbing, Missouri
  - 2021 Nomadland
- Nagroda Gildii Aktorów Ekranowych Najlepsza aktorka pierwszoplanowa: 1997 Fargo
- Nagroda Tony Najlepsza aktorka w sztuce: 2011 Good People
- Złoty Glob Najlepsza aktorka w filmie dramatycznym: 2017 Trzy billboardy za Ebbing, Missouri